# La Planche
La Planche é uma comuna francesa na região administrativa da Pays de la Loire, no departamento de Loire-Atlantique. Estende-se por uma área de 24,42 km². Em 2010 a comuna tinha 2 701 habitantes (densidade: 110,6 hab./km²).